# Hussaków (gmina)
Hussaków – dawna gmina wiejska w powiecie mościskim województwa lwowskiego II Rzeczypospolitej. Siedzibą gminy był Hussaków.
Gminę utworzono 1 sierpnia 1934 r. w ramach reformy na podstawie ustawy scaleniowej z dotychczasowych gmin wiejskich: Balice, Bolanowice, Bojowice, Horysławice, Hussaków, Jordanówka, Lutków, Moczerady, Myślatycze, Radochońce, Tamanowice i Złotkowice.
Pod okupacją niemiecką w Polsce (GG) gminę zniesiono, włączając ją do nowo utworzonej gminy Myślatycze.
Po II wojnie światowej obszar gminy znalazł się w ZSRR.